# Archidendropsis spicata
Archidendropsis spicata är en ärtväxtart som först beskrevs av Bernard Verdcourt, och fick sitt nu gällande namn av Ivan Christian Nielsen. Archidendropsis spicata ingår i släktet Archidendropsis och familjen ärtväxter. Inga underarter finns listade i Catalogue of Life.